# El catálogo perdido
El Catálogo Perdido es un álbum recopilatorio del dúo Yaga & Mackie. Publicado el 10 de julio de 2020 en preventas de servicios digitales como Apple Music y páginas de streaming bajo el sello Rocket Science, cuenta con 42 canciones que nunca fueron publicadas de manera oficial. Este es su primer lanzamiento oficial luego de su separación y tour de despedida en 2014.

## Antecedentes
En 2012, luego de publicar su sexto álbum de estudio Los Mackieavelikos HD con poco éxito comercial, el dúo se separó, con cada integrante publicando sencillos sueltos. Mackie logró más éxito, estableciéndose en Medellín, donde publicó un álbum como solista, titulado Iluminado, el cual contó con colaboraciones de Zion & Lennox, Ñengo Flow, J Álvarez, entre otros. Luego de un par de conciertos esporádicos entre 2018 y 2019, el dúo anunció su reunión a comienzos de 2020.

## Lista de canciones
- Adaptados desde TIDAL.[7]

| N.º | Título | Productor(es)                      | Duración |  |
| 1.  | «Insaciable» | Lil Wizard · Sequence              | 3:36     |  |
| 2.  | «Block Party» (con Daddy Yankee) | DJ Blass                           | 3:47     |  |
| 3.  | «Esta noche contigo» (Remix) (con Farruko, Opi the Hit Machine y Jay T)                                                                                             | Ladkani · Duran                    | 4:56     |  |
| 4.  | «Déjate de hablar» (con Ñengo Flow, Mexicano y L.T. “El Único”) | Yampi                              | 6:04     |  |
| 5.  | «Le fascina» | Sequence                           | 3:27     |  |
| 6.  | «Si o no» (con Farruko) | Lil Wizard · Duran                 | 4:10     |  |
| 7.  | «Eres mala» | Nixon · Sequence                   | 3:41     |  |
| 8.  | «Aquella vez» (con J Álvarez) | Lil Wizard · Duran                 | 4:00     |  |
| 9.  | «Aguacero» (Remix) (con Ñengo Flow y Gaona) | Lil Wizard · Shadow                | 5:29     |  |
| 10. | «Bailando» (con El Cata y Joan) | Jumbo                              | 4:03     |  |
| 11. | «Si nos dejan» (Remix) (con Baby Rasta & Gringo) | Jumbo · Sequence                   | 3:56     |  |
| 12. | «No me llames» (con Newtone) | Nixon · Duran                      | 3:48     |  |
| 13. | «Llegó la hora» (Remix) (con Joan) | DJ Bob · Maffio · Duran            | 4:12     |  |
| 14. | «La batidora 2» (con Don Omar) | Nixon · Sequence                   | 3:38     |  |
| 15. | «Movimiento loco» (con J-King & Maximan) | Nixon · Yai & Toly                 | 4:14     |  |
| 16. | «Llego a la disco» (con Ñengo Flow) | Lil Wizard · Duran                 | 3:41     |  |
| 17. | «El Pistolón» (Remix) (con Arcángel) | DJ Blass                           | 3:27     |  |
| 18. | «Trin» (con Luigi 21 Plus) | Lil Wizard · Duran                 | 4:00     |  |
| 19. | «Veo, Veo» (Remix) (con Erick Right) | Yampi                              | 3:49     |  |
| 20. | «Siempre» (con Newtone) | Yampi · Sequence · Duran           | 4:50     |  |
| 21. | «Pa' frontiarle a cualquiera» (Remix) (con Arcángel, Daddy Yankee, Franco “El Gorilla”, Ñengo Flow, Cosculluela, Poeta Callejero, L.T. “El Único” y R-1 La Esencia) | Yampi · Sequence                   | 9:26     |  |
| 22. | «Lo que siento por ti» | Yampi                              | 4:07     |  |
| 23. | «Quisiera visitarte» (con Lennox y Newtone) | Nixon · Duran                      | 3:24     |  |
| 24. | «Eso se hizo» (con John Jay) | Yampi                              | 3:33     |  |
| 25. | «Celebration» | Yampi                              | 3:34     |  |
| 26. | «Víctima» (con Arcángel) | Yampi · Sequence · Nely            | 4:23     |  |
| 27. | «Morir perreando» (con Getto & Gastam) | Lil Wizard · Nixon · Sequence      | 4:31     |  |
| 28. | «Ponle corazón a la calle» (con Randy) | Yampi · Shadow · Sequence · DJ Bob | 4:03     |  |
| 29. | «El barrio» (con Arcángel) | Yampi · Shadow · Sequence          | 6:03     |  |
| 30. | «Baby» | Yampi                              | 3:15     |  |
| 31. | «El pistolón» (Remix) (con Randy, Arcángel & De la Ghetto) | DJ Blass                           | 3:54     |  |
| 32. | «Perfume» (con Syko “El Terror”, Nova & Jory) | Yampi                              | 4:23     |  |
| 33. | «No puedo dormir» (con Ivan LD) | Nixon                              | 4:08     |  |
| 34. | «Esta noche contigo» (con Jay T) | Ladkani · Duran                    | 4:02     |  |
| 35. | «Relájate» (Remix) (con Yomo) | Lil Wizard · Nixon · Sequence      | 4:20     |  |
| 36. | «Si nos dejan» | Jumbo · Sequence                   | 3:36     |  |
| 37. | «La bellaquera» (Remix) (con Arcángel) | DJ Bob · Yampi · Sequence · Shadow | 4:31     |  |
| 38. | «No seas bobo» (Remix) (con J-King & Maximan) | Nixon                              | 4:30     |  |
| 39. | «El Booty» (con Arcángel, Ñejo, Chyno Nyno, L.T. “El Único”) | Yampi                              | 4:53     |  |
| 40. | «Llegó la hora» (con Black Point) | DJ Bob · Duran                     | 3:37     |  |
| 41. | «Por la orilla» (con Pacheman & Griselito) | DJ Ricky                           | 4:29     |  |
| 42. | «Inolvidable» | Yampi · Sequence                   | 3:44     |  |